# Air (fusionband)
Air was een Amerikaanse fusionband, die in 1968 werd opgericht (aanvankelijk als Ayr) en bestond tot 1971.

## Geschiedenis
Het kwartet bestond uit Tom Coppola (Hammond-orgel), Googie Coppola (piano, zang), John Siegler (bas) en Mark Rosengarden (drums) en begeleidde Herbie Mann aanvankelijk op internationale tournees. Het gelijknamige debuutalbum van de band werd in 1971 op zijn label Embryo Records uitgebracht en Randy Brecker, Michael Brecker, Barry Rogers, David Earle Johnson, Robert Kogel, Bob Rosengarden en Jan Hammer werden gebruikt om het te produceren. De meeste stukken zijn van Googie Coppola. Het album is verschillende keren opnieuw uitgebracht. Twee van de nummers die erop staan, Man Is Free en Realize, werden in 1972 gedekt door Monica Sunnerberg in Zweden. Een ander album opgenomen door de band in juni en juli 1971, gedeeltelijk met John Abercrombie, werd niet uitgebracht.